# De lapsis
De lapsis è un'opera scritta nel 251 da Tascio Cecilio Cipriano, padre della Chiesa. Cipriano compose l'operetta alla fine della persecuzione di Decio e la lesse nel concilio tenuto al suo ritorno dall'esilio dopo la Pasqua del 251.
In questa opera, Cipriano chiarì la sua posizione riguardo ai lapsi, affermando che spetta alla gerarchia ecclesiastica amministrare loro la penitenza e il perdono.
Lo scritto è così strutturato:
- cc. 1-5: esordio e proposizione dell'argomento
- cc. 6-14: cause e gravità del disastro
- cc. 15-34: il problema degli apostati
- cc. 35-36: conclusione

| Controllo di autorità | VIAF (EN) 316728070 · J9U (EN, HE) 987007383244805171 |